# Antônio Constantino Nery

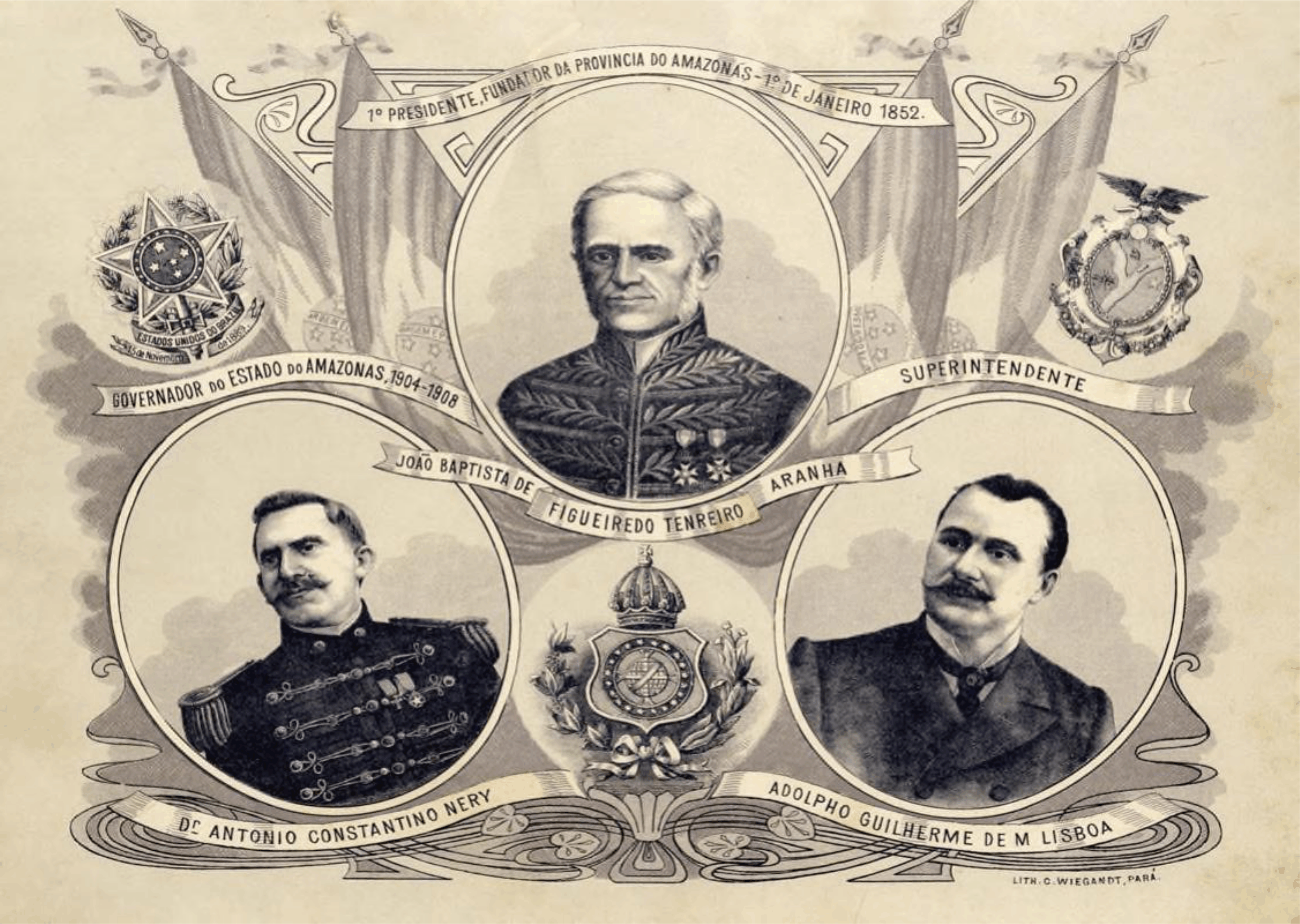
Constantino Néri em litografia na Revista Archivo Do Amazonas, edição de 23 de abril de 1907.

Antônio Constantino Nery (Manaus, 20 de dezembro de 1859 – Belém, 19 de setembro de 1926) foi um militar e político ítalo-brasileiro radicado em Belém do Pará. Foi presidente do estado do Amazonas e senador durante a República Velha (ou Primeira República).
Antônio Constantino Neri assumiu o governo do Amazonas em 1904 até 1908. Em seu histórico, ele construiu a Penitenciária, Biblioteca Pública, dependências do Palácio do Governo e a Avenida Constantino Nery.